# Армянская церковь (Кемалие)
Армянская церковь в деревне Оджак — одна из армянских церквей окола города Кемалие в иле Эрзинджан, Турция.

## История
После 1915 года (после Геноцида армян) церковь стала фабрикой по производству ковров. В дальнейшем, до 1990 года, церковь некоторое время использовалась как тюрьма.

## Современное состояние
На сегодняшний день в церкви находятся этнографический музей (тур. Kemaliye İlçesi Kültür Müzesi) (с 1994 года) и кафетерий (с 1999 года).